# 海辺の光景
『海辺の光景』（かいへんのこうけい）は、安岡章太郎の中編小説。
『群像』1959年11月号・12月号に掲載され、同年12月に講談社から単行本となり、翌1960年4月に芸術選奨、同年11月に野間文芸賞を受賞、安岡の作家的地位が確立した。
内容は私小説で、母の死を描いたものだが、主人公は狂気して入院している母の末期が近いと父から報せを受けて高知県へ赴く。1957年の出来事である。海辺の荒涼たる風景が主人公の心象に重ね合わせられ、高い評価を受けた。
母の恒は認知症を患っており、認知症を扱った文学作品としては比較的早い時期のものとされる。
江藤淳はこの作品を『成熟と喪失』で論じ「母の崩壊」のしるしと見なした。

## 書誌
- 海辺の光景 （講談社 1959年）
- 海辺の光景 （新潮文庫 1965年）
- 安岡章太郎全集 1 （講談社 1971年）
- 海辺の光景 （講談社文庫 1971年）
- 安岡章太郎集 （新潮日本文学 1972年）
- 海辺の光景 （旺文社文庫 1978年）
- 海辺の光景 （角川文庫 1979年）
- 安岡章太郎集 5 （岩波書店 1986年）

## ラジオドラマ
NHKラジオ第1放送の「ラジオ文芸劇場」にて単発ラジオドラマとして1972年5月6日放送。翌1973年8月18日再放送。
脚本：茂木草介。
出演：山崎努、中畑道子、菅井一郎、初井言榮